# Daniel Teklehaimanot
Daniel Teklehaimanot (født 18. november 1988) er en eritreansk professionel landevejsrytter, som kører for det franske hold Cofidis.